# Allophylus membranifolius
Allophylus membranifolius är en kinesträdsväxtart som beskrevs av Ludwig Radlkofer. Allophylus membranifolius ingår i släktet Allophylus och familjen kinesträdsväxter. Inga underarter finns listade i Catalogue of Life.